# Ubbena
Ubbena is een buurtschap gelegen ten noorden van de stad Assen in de provincie Drenthe (Nederland). Ubbena behoort sinds de gemeentelijke herindeling in 1998 tot de gemeente Assen, daarvoor tot de toen nog bestaande gemeente Vries. De buurtschap ligt tussen Vries en Rhee.

## Geschiedenis
Tot 1850 bestond Ubbena slechts uit de herberg “Nieuw Ubbena”. Op de Franse kaarten van Drenthe uit 1812 komt Ubbena nog niet voor. De noord-zuid lopende route Groningen-De Punt-Vries-Ubbena-Rhee-Assen was met de totstandkoming van de postwagendienst Groningen-Amsterdam al in de 17e eeuw van landelijke betekenis. De herberg Nieuw Ubbena was gelegen aan de rijksstraatweg die – als eerste (rijks)straatweg in Drenthe – in 1825 werd aangelegd van Groningen via Vries naar Assen. Bij de herberg ontstond langs de straatweg in de periode 1850-1940 over een lengte van ongeveer een kilometer een lintbebouwing. Tegenwoordig bevindt zich in Ubbena een restaurant.